# San José del Viso
San José del Viso es un barrio perteneciente al distrito Cruz de Humilladero de la ciudad andaluza de Málaga, España. Según la delimitación oficial del ayuntamiento, limita al norte con Ciudad Universitaria, del que lo separa la Autovía del Guadalhorce; al este, con el polígono industrial Carretera de Cártama; al sur, con el barrio de Intelhorce; y al oeste, con el polígono industrial Amoniaco.
Se encuentra a unos 6 km del centro de la ciudad, en una de las zonas industriales que se desarrolló en los años 1960 y 1970. Con el paso del tiempo las fábricas desaparecieron y fueron sustituidas por naves industriales. Las viviendas del barrio son unifamiliares y de autoconstrucción y se asientan sobre una loma. Los vecinos son primordialmente obreros que se asentaron en la zona atraídos por el trabajo que se ofrecía las fábricas y nuevos vecinos provenientes de familias humildes con pocos recursos que encuentran viviendas a bajo precio para instalarse.
El polígono industrial situado al este es el Polígono Industrial el Viso, en el que se encuentran unas 650 empresas dedicadas mayoritariamente al sector Comercial, Servicios, Distribución, Almacenes, Industrial y Automoción. Del polígono podemos destacar empresas como Sumobel, dedicada al mobiliario de interior o el concesionario de coches del GRUPO SAFAMOTOR, donde encontraremos grandes marcas como Volkswagen, Audi, BMW, Mini o marcas más asequibles como SEAT o Suzuki. Disponen de un servicio tanto de mecánica como de chapa y pintura, recambios e incluso podemos adquirir vehículos de ocasión. Antiguamente, se encontraba aquí el concesionario Renault, el cual estuvo bastantes años abandonado y en ruinas.

## Transporte
En autobús queda conectado mediante las siguientes líneas de la EMT: 
| Línea | Trayecto                         | Recorrido | Frecuencia    |
| ----- | -------------------------------- | --------- | ------------- |
| 25    | Paseo del Parque - Santa Rosalía | Recorrido | 13-17 minutos |

La barriada de San José del Viso, al pertenecer al municipio de Málaga, se encuentra dentro del Área del Consorcio de Transporte Metropolitano del Área de Málaga y está comunicada mediante las siguientes líneas de autobuses interurbanos:
| Línea | Trayecto                                       | Recorrido y Horarios | Plano |
| ----- | ---------------------------------------------- | -------------------- | ----- |
| M-130 | Málaga-Campanillas-Santa Rosalía               | Recorrido y Horarios | Plano |
| M-131 | Málaga-Cártama                                 | Recorrido y Horarios | Plano |
| M-134 | Málaga-El Sexmo                                | Recorrido y Horarios | Plano |
| M-150 | Málaga-Barriada Los Núñez                      | Recorrido y Horarios | Plano |
| M-232 | Coín-Málaga (por Cártama y Alhaurín el Grande) | Recorrido y Horarios | Plano |

Actualmente, la línea M-130, que corría a cargo de la empresa Olmedo, ha sido sustituida por la línea 19 de la EMT, cumpliendo el trayecto Málaga (Paseo parque)-Maqueda.